# 天主教潘普洛纳暨图德纳总教区
天主教潘普洛納暨圖德納總教區（拉丁語：Archidioecesis Pampilonensis et Tudelensis）是羅馬天主教一個總教區，位於西班牙北部納瓦拉自治區，座堂位於潘普洛納的潘普洛納主教座堂，共同主教座堂是孤獨聖母副主教座堂。
下轄三個教區天主教卡拉奧拉暨拉卡爾薩達-洛格羅尼奧教區、天主教哈卡教區和天主教聖塞瓦斯蒂安教區。

## 歷史
潘普洛納教區成立於3世紀；圖德納教區成立於1783年3月27日。1851年9月8日撤銷圖德納教區，並與潘普洛納教區合併。1956年8月11日升為總教區。

## 現況

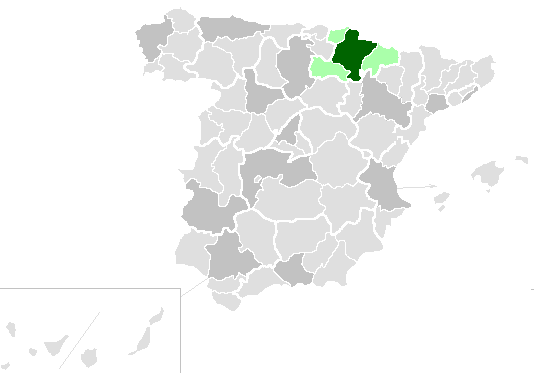
潘普洛納暨圖德納總教區管轄範圍圖

2011年，在當地642,051人口中，有教友635,313人，佔轄區總人口99%、735個堂區、683名司鐸、2名執事、380名修士、1,623名修女。現任教區總主教為方濟·佩雷茲·岡薩雷斯。